# Ada Isensee
Ada Isensee (Potsdam, 12 mai 1944) est une vitrailliste allemande. 

## Biographie

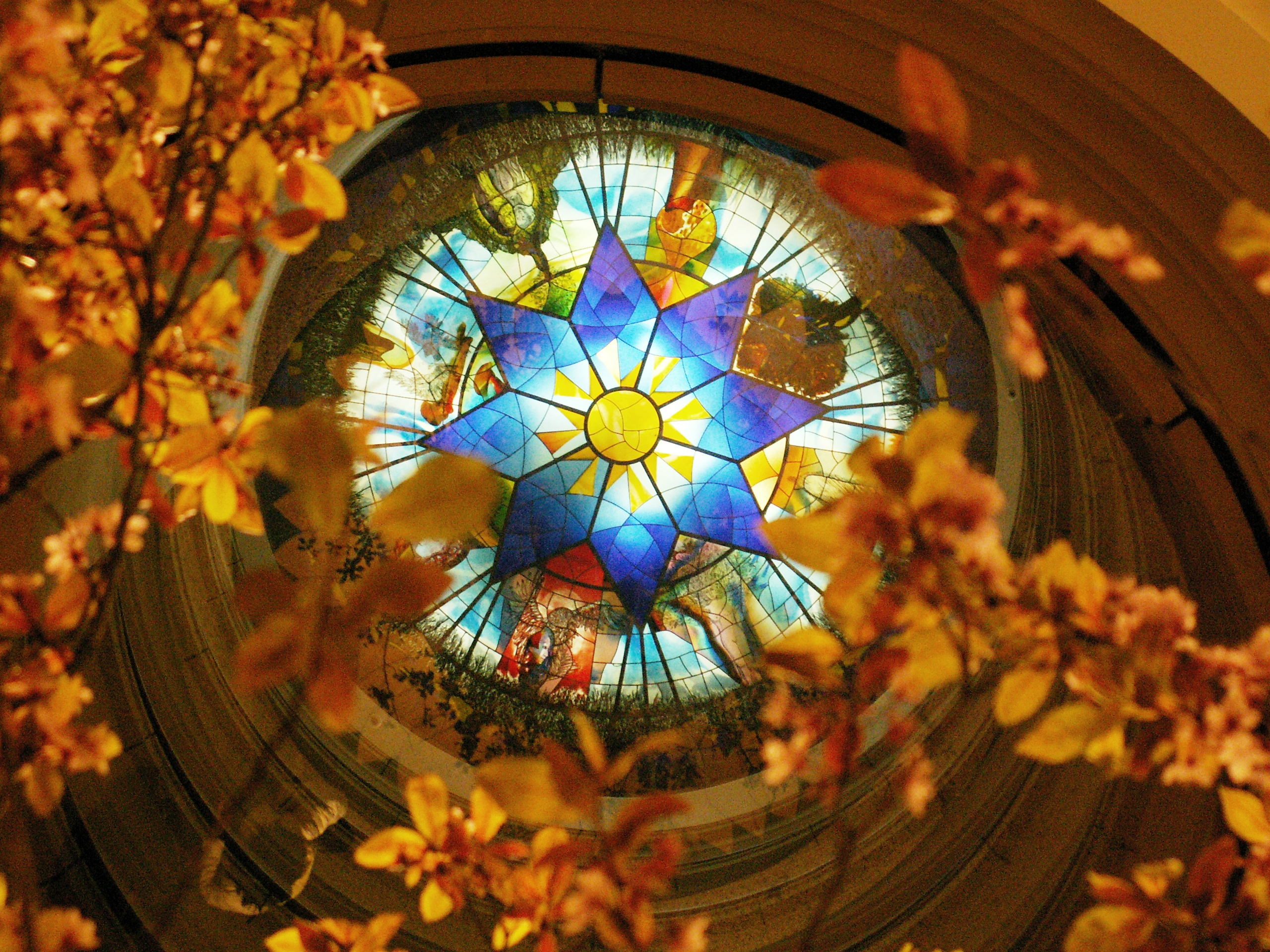

Elle a d’abord étudié la psychologie à l’Université Louis-et-Maximilien de Munich et à Tübingen. Elle a ensuite poursuivi ses études aux Beaux-Arts de Paris.
Elle a travaillé au Musée du verre de Corning .